# Ziegelhütte (Gollhofen)
Ziegelhütte ist ein Wohnplatz der Gemeinde Gollhofen im mittelfränkischen Landkreis Neustadt an der Aisch-Bad Windsheim. Sie liegt in der Gemarkung Gollhofen.

## Geografische Lage
Die ehemalige Einöde ist mittlerweile in der Gollhofer Ortsstraße „Ziegeleistraße“ aufgegangen, die unmittelbar südlich in die Staatsstraße 2419 mündet. Die Anwesen liegen am Holzbach, einem rechten Zufluss der Gollach.

## Geschichte
Mit dem Gemeindeedikt (frühes 19. Jahrhundert) wurde Ziegelhütte dem Steuerdistrikt Gollhofen und der Ruralgemeinde Gollhofen zugewiesen.

### Einwohnerentwicklung
| Jahr      | 001837 | 001840 | 001861 | 001871 | 001885 |
| Einwohner | 5      | 11     | 9      | 7      | 8      |
| Häuser    | 1      | 1      |        |        | 1      |
| Quelle    | [ 4 ]  | [ 5 ]  | [ 6 ]  | [ 7 ]  | [ 8 ]  |

## Religion
Ziegelhütte ist evangelisch-lutherisch geprägt und bis heute nach St. Johannis (Gollhofen) gepfarrt.